# Дом де Бранкас
Дом де Бранкас — французский дворянский род, ветвь неаполитанской фамилии Бранкаччо.
Род Бранкаччо, по преданию, восходит к римским временам, и в числе его первых известных представителей называли святого Аспрена, первого епископа Неаполя, мученицу Кандиду Старшую, святую Кандиду Младшую и святого Буффила. В память об этом происхождении глава дома Бранкасов носил почетный титул «Милостью Божией первого христианского дворянина».
Семья Бранкаччо была известна в Южной Италии еще до нормандского завоевания, а при Анжуйской династии ее представители занимали высокие должности в Неаполитанском королевстве.
Основателем французской линии дома был Бюфиль де Бранкас, граф Аньяно, маршал Рима, брат авиньонского кардинала Никколо Бранкаччо. Будучи сторонником Луи II Анжуйского, после победы короля Ладислао он в конце XIV века перебрался в Прованс, где в награду за преданность получил значительные фьефы, а 21 августа 1392 титул суверенного князя Нисари.
Его правнук Гоше II де Бранкас 22 июля 1493 стал наследником титулов, имени и герба последнего графа Форкалькье из боковой линии графов Прованса.
В XVI веке дом де Бранкас разделился на две ветви. Старшая, носившая титул графов де Форкалькье, с 1674 года имела титул маркизов де Серест, в 1730-м получила достоинство грандов Испании 1-го класса, и в 1785 году титул наследственных герцогов де Серест по королевскому патенту. Она пресеклась в 1802 году со смертью Луи-Поля де Бранкаса, герцога де Сереста.
Младшая линия получила в 1627 году титул герцогов де Виллар-Бранкас, в 1652-м достоинство пэров Франции, в 1714-м титул наследственных герцогов Лораге по патенту, а 1802 году унаследовала титулы старшей линии. Сама она пресеклась в мужской линии в 1852 году со смертью Луи-Мари де Бранкаса, герцога де Виллара.
Среди представителей дома были маршал и адмирал Франции, два рыцаря ордена Золотого руна и четыре рыцаря Святого Духа, генералы, губернаторы провинций и дипломаты архиепископ Экса, епископы Марселя и Лизьё.